# 몹걸
《몹걸》은 가토 미아키(일본어: 加藤実秋, かとう みあき)의 소설 또는 그것을 원작으로 한 드라마이다.

## 소설
『키라라』에서 2006년 8월호부터 2007년 4월호까지 연재됐으며, 2007년 9월 13일 쇼가쿠칸에서 단행본이 발행됐다.

### 내용
사건ㆍ사고 현장 등의 사연 있는 물건도 대환영이라 하는 청소회사『클리닝 서비스 다카라부네』에 근무하는 모모코가, 부정기적으로 발병하는 돌발성 난청이 한창인 상태에서 사건ㆍ사고 현장의 청소를 하게 되면서, 사망자가 남긴 생각이나 메시지를 몸의 특수한 이변(각화에 따라 다름)의 형태로 알아채서, 그 이변을 멈추기 위해 동료와 함께 진상 규명에 나선다.

### 등장인물
- 하세가와 모모코(일본어: 長谷川桃子, はせがわ ももこ)

주인공이며 22세이다. 자신의 가능성을 찾기 위해서 근무하던 회사를 그만둔후,프리타 생활을 하고 있었다.『클리닝 서비스 다카라부네』에 면접을 볼 때, 사건 현장 등의 청소를 한다는 사실을 알지 못했기 때문에 한때는 그만두려고 벼루고 있었지만 오오토모의 도발을 받고 일하게 된다. 어린 시절부터 가끔 왼쪽 귀만 소리가 들리지 않는 원인불명의 난청에 시달리는 일이 있었지만, 평소 생활할 때는 아무 영향이 없었다. 하지만 사건 현장에서 청소 하는 도중 난청이 오는 경우 사망자의 생각을 몸의 이변을 통해 알게 된다. 시대극을 매우 좋아한다.
- 오오토모 쇼(일본어: 大友翔, おおとも しょう)

『클리닝 서비스 다카라부네』의 종업원으로 24세이다. 모모코와 처음 만난 자리에서 신랄한 말을 퍼부어서 모모코가 사의를 철회하게 한 장본인. 무감정하고 무뚝뚝하며 지각, 조퇴, 무단 결근의 삼관왕으로 불린다. 머리의 회전이 빠르고, 퉁명스러운 태도를 보이지만 모모코가 이변의 원인을 밝히는 데 중요한 역할을 한다.
- 오오코우치 시게오(일본어: 大河内重男, おおこうち しげお)

『클리닝 서비스 다카라부네』의 종업원으로 청소부문의 현장 책임자 이면서 또한 폭주족 시절의 대장이 일으킨 『연극극단 타마시이타치』의 단원이다. 28세 밝은 성격으로 『클리닝 서비스 다카라부네』의 분위기 메이커 역할을 한다. 무대의 공연이 잡혀서 역을 받으면, 역할 연구의 일환으로 그 역이 되어서 생활한다.

## 텔레비전 드라마
2007년 10월 12일부터 12월 14일까지 TV 아사히의 〈금요 나이트 드라마〉 시간대에 방송되었다. 총10화이며, 키타가와 케이코(일본어: 北川景子, きたがわ けいこ)는 본 작품으로 연속 드라마 첫 주연을 맡았다.
선전문구는 〈시간을 달리는 장의사.〉

### 내용
장의 업체에 근무하는 모모코가 유품을 접하면 시간을 거슬러 올라가는 『타임리프』 능력을 익혀서 상사 오오토모와 함께 죽을 운명에 처한 사람을 죽음으로부터 구해나간다.

### 등장인물

#### 리틀 엔젤스
하세가와 모모코(일본어: 長谷川桃子, はせがわ ももこ) - 키타가와 케이코(일본어: 北川景子, きたがわ けいこ) 분 * 12년 전의 어린 하세가와 모모코 - 미야마 카렌(일본어: 美山加恋, みやま かれん) 분
주인공. 『엔젤 라이프 커뮤니케이션』에서 웨딩플래너 일을 하고 있었지만, 같은 계열사인 장의 업체 『리틀 엔젤스』의 특수 청소과로 배속된다. 유품을 접하는 것으로 과거를 거슬러 올라가는 능력 『타임리프』를 몸에 익히고 나서, 그 능력에 당혹스러워하면서도 죽을 운명에 처한 사람을 돕기 위해 노력한다. 과거로 거슬러 올라갈 때에는 이명이 일어나는 것이 특징으로, 거슬러 올라간 후 『모겟!!』이라고 말한다.
몹시 둔하고 덜렁대는 천연 멍청이. 학창시절에는 상당히 성적이 우수해서 아버지와 같은 의사를 목표로 하고 있었지만, 본래의 성격이 화가 되어서 마킹을 잘못하는 등 많은 실수를 해서 현재에 이르게 된다. 말실수나 잘못 듣는 일이 많아서 제3화에서는 『오직사건(汚職事件)』을 『식사권』으로 착각해 오오토모로부터 『바보 천연기념물』이라고 야유 된다. 단어나 사물을 모르는 일이 자주 있어서 이른바 비상식이다. 일을 게으르게 하거나 지각하는 일도 많다. 오오토모나 다른 등장인물들에게 욕먹거나 자주 얻어 맞는 등 여성 취급을 받지 못한다. 근육 페티시즘이어서 체격이 좋은 남성을 좋아한다. 오오토모를 휴대전화에 『외국인 매니아』라고 등록하고 있다. 살고 있는 아파트는 야바소우(矢場荘)
오토모 쇼타로(일본어: 大友将太郎, おおとも しょうたろ) - 다니하라 쇼스케(일본어: 谷原章介, たにはら しょうすけ) 분
모모코의 상사. 업무상 교제가 많은 요코우치 경부보에게는 아부를 하는 한편, 모모코에게는 입이 거칠고 엄격한 태도를 보인다. 타임리프한 모모코에게 말려들어서, 죽을 운명에 처한 사람을 돕고자 노력하는 모모코의 서포트를 한다. 실질적으로 모모코의 파트너이면서, 멍청한 발언을 계속 하는 모모코에게 태클 거는 역할을 한다.
취미는 금액이 적혀 있지 않은 영수증을 모으는 것. 외국인의 여성을 좋아하는 타입으로, 모모코에게는 그것을 미끼로 이용당하는 일이 많다. 프랑스어나 이탈리아어를 시작으로 한 외국어(『몹걸 번외편』에 따르면 7개 국어)를 사용할 수 있다. 머리의 회전이 빠르고, 정보 수집 능력도 뛰어나지만, 운동신경은 별로라서 도움이 되지 않는 일도 있다. 하지만 여러 번 모모코를 위기에서 구하고 있다. 모모코를 휴대전화에 『우자모모』라고 등록하고 있다. 아키라에게는 『토모선배』라고 불린다.
와카야마 아키라(일본어: 若山朗, わかやま あきら) - 다카오카 소스케(일본어: 高岡蒼甫, たかおか そうすけ) 분
『리틀 엔젤스』의 사원. 전 폭주족 특공대장. 고등학교 졸업 후 일자리를 구하지 못한 채 자포자기해서 야쿠자의 싸움에 말려 들어간 것을 『리틀 엔젤스』에게 구해진다. 3번의 이혼경력이 있으면서도 한결같이 사는 미키에게는 경의를 표하고 있다.
나카무라 타마키(일본어: 中村環, なかむら たまき) - 와타나베 나츠나(일본어: 渡辺夏菜, わたなべ なつな)
『리틀 엔젤스』의 아르바이트생으로 아즈마의 질녀인 여고생
카타오카 미키(일본어: 片岡未樹, かたおか みき) - 이케즈 쇼코(일본어: 池津祥子, いけづ しょうこ)
『리틀 엔젤스』경리 담당. 일을 하고 있을 때는 수수한 여성이지만, 버블 전성기를 살아온 여성으로, 언동이라던가 대담한 옷을 입고 출근하는 등 아직도 버블 시대의 감각이 죽지 않았다. 집에서는 항상 알몸(제5화). 3번의 이혼경력도 있다. 실은 여배우 지망으로 제5회에서는 연령을 22세라고 속여 모모코와 함께 『거친 바다 바이킹』 오디션을 접수, 문워크를 선보이고도 불합격. 그때 과거 투고 잡지에 섹시 포즈를 취한 사진이 게재된 것을 모모코에게 고백했다. 대식가이기도 하며 대머리가 된 적도 있다(8화)
아즈마 시게오(일본어: 東重男, あずま しげお) - 사토 지로(일본어: 佐藤二朗, さとう じろ)
『리틀 엔젤스』의 사장/ 온화한 성격으로, 서툰 사람에게는 상냥하게 대하고 있다. 아즈마에게 신세를 지고 있는 사원이 많기 때문인지 대단한 신뢰를 모으고 있다.

#### 그 외
오코우치 히나(일본어: 大河内日奈, おおこうち ひな) - 아사미 레이나(일본어: 浅見れいな , あさみ れいな) 분
출판사의 계약직원으로 모모코의 친구. 쇼핑을 좋아하지만, 1화에서 작가의 원고를 잃어버리고, 3화에서는 낭비벽 때문에 집세를 지불하지 못해서 모모코의 집에서 신세를 지는 등 취미 때문에 곤란을 겪는 모습을 보인다. 문제가 생길 때마다 모모코에게 매달려서 불평한다.
요코우치 준(일본어: 横内淳, よこうち じゅん) - 마기(일본어: マギー) 분
형사. 계급은 경부보이지만, 오오토모는 일의 관계상 경부라고 부르며 모모코가 경부보라고 제대로 부르면 항상 혼낸다. 요코우치는 경부보라고 정정해주지만, 사실은 그렇게 불리는 걸 좋아한다. 모모코와 만날 때는 항상 그녀의 특징을 맞추려고 하지만 번번이 '틀려요'라고 말해진다.
사토미 레이코 (일본어: 里見麗子, さとみ れいこ) - 하나가타 아야사(일본어: 花形綾沙, はながた あやさ) 분
요코우치와 콤비를 이루는 형사. 요코우치보다 어리지만, 계급은 같은 경부보. 매우 쿨한 성격으로 미소 하나 흘리지 않는다. 항상 노트북을 소지한다.
수수께끼의 여성(하즈키 료코(일본어: 葉月涼子, はずき りょうこ)) - 호리 마유미(일본어: 堀まゆみ, ほり まゆみ) 분
13년 전 교통사고를 당할뻔한 모모코를 감싸고 오토바이에 치여 사망한 여성. 죽기 직전 모모코에게 '괜찮아'라는 말을 남겼다. 사실 그녀는 오오모토의 연인이었다.
하세가와 유지(일본어: 長谷川隆冶, はせがわ りゅうじ) - 혼다 히로타로(일본어: 本田 博太郎, ほんだ ひろたろう) 분
모모코의 아버지로, 『하세가와 윌리암즈 기념 종합병원』의 원장이다. 웨딩 플래너를 목표로 집을 뛰쳐나온 모모코를 걱정하고 있다. 상당히 바보 같아서, 자식인 모모코와 케이고에게까지 유전되고 있다.
하세가와 게이고(일본어: 長谷川圭吾, はせがわ けいご) - 하야시 야스후미(일본어: 林泰文, はやし やすふみ) 분
모모코의 오빠. 모모코와 아버지와 같이 상당한 바보. 아무래도 유전의 영향인 듯. 아버지의 병원에 근무하는 의사이며 일부에선 가짜 마쓰자카로 불린다. 채식주의자.

### 주제가
- 〈Destination Nowhere〉 (2007년 11월 28일) - ERIKA

## 원작과의 차이점
주요 캐릭터와 이름, 근무처 등의 설정 외에, 주 소재가 되는 주인공의 능력이나 스토리도 「사망자가 남긴 생각이나 메시지를 알아챈다」라는 것에서, 「타임리프 능력으로 사망자를 구한다」라는 것으로 크게 변경되어서 여러 대중 매체로부터, 일본에도 방영된 미국 드라마 『트루 콜링』과의 유사성이 지적된다.

## 방송일・시청률・서브 타이틀
| EP:1             | 2007년 10월 12일 | 장의사 미소녀는 사체를 구한다                  | 10.2% |
| EP:2             | 2007년 10월 19일 | 유명 신부는 살인을 좋아해!!                    | 10.7% |
| EP:3             | 2007년 10월 26일 | 아이돌 의원의 비밀은 꿀맛!?                    | 11.8% |
| EP:4             | 2007년 11월 2일  | 메이드 모모코、아키하바라에서 사랑을 외치다    | 9.7%  |
| EP:5             | 2007년 11월 9일  | 용의자・아즈마 사장의 비밀을 쫓아라!!          | 9.8%  |
| EP:6             | 2007년 11월 16일 | 그라비아 아이돌의 꿈은 핀다!?                  | 10.6% |
| EP:7             | 2007년 11월 23일 | 엿보였다!? 여교사의 비밀스런 양호실            | 9.8%  |
| EP:8             | 2007년 11월 30일 | 의문의 변태작가집단? 살의의 자리에 어서 오세요 | 10.4% |
| EP:9             | 2007년 12월 7일  | 여명 하루... 야쿠자의 20년 사랑! 약속의 땅으로 | 9.2%  |
| EP:10            | 2007년 12월 14일 | 모모코 죽다... 안녕 오오토모씨!!               | 9.4%  |
| 평균시청률 10.2% |                  |                                                |       |